# Waloga-Gletscher
Der Waloga-Gletscher (bulgarisch ледник Валога lednik Waloga) ist ein 8 km langer und 4 km breiter Gletscher im westantarktischen Ellsworthland. In den Flowers Hills der Sentinel Range im Ellsworthgebirge fließt er in nordwestlicher Richtung zum Hansen-Gletscher.
US-amerikanische Wissenschaftler kartierten ihn 1988. Die bulgarische Kommission für Antarktische Geographische Namen benannte ihn 2012 nach der Walogahöhle im Nordwesten Bulgariens.